# Оманидзе, Лаша Мурманович
Лаша Мурманович Оманидзе (груз. ომანიძე ლაშა;1 марта 1994, Москва) — российский и грузинский футболист, нападающий.

## Биография
Выступал за молодежный состав петербургской команды «Русь». Ее первый воспитанник, ушедший в серьезный клуб: в 2012 году Оманидзе заключил контракт с казанским «Рубином». В марте 2013 года во время одностороннего матча с участием основного и резервного состава «Руси» Оманидзе рассекли бровь. Несмотря на повреждение, форвард продолжил игру и вскоре потерял сознание на поле. Но серьезных проблем здоровью данный инцидент не принес.
В 2014 году Оманидзе уже под грузинским паспортом играл в клубе эстонской Премиум лиги «Калев» Таллин. Затем некоторое время играл в Грузии, после чего вернулся в Россию. В 2021 году Оманидзе по ходу сезона находился в составе коллектива первенства МРО «Северо-Запад» «Химик» Коряжма.